# Epiphile egena
Epiphile egena är en fjärilsart som beskrevs av Biedermann 1928. Epiphile egena ingår i släktet Epiphile och familjen praktfjärilar. Inga underarter finns listade i Catalogue of Life.